# Hawker 4000
Dimensions
Le Hawker 4000, à l'origine Hawker Horizon, est un jet d'affaires biréacteur «Super Mid Size» développé par Hawker Beechcraft (anciennement Raytheon Aircraft Company).

## Développement
Raytheon a annoncé un nouveau jet d'affaires en novembre 1996, avion plus grand que le Hawker 1000 composant le haut de gamme des jets de Raytheon. La conception, alors appelée Hawker Horizon, visait à voler en 1999, avec la certification et livraisons initiales à la clientèle prévues pour 2001.
Le premier prototype a effectué son vol inaugural le 11 août 2001, le deuxième et le troisième prototype faisant leur premier vol le 10 mai et le 31 juillet 2002. Il a fait sa première apparition publique en novembre 2002, exposé lors de la convention de la National Business Aviation Association (en) (NBAA). En mars 2007 les commandes se chiffraient à plus de 130 avions, avec des livraisons prévues à partir de juin 2008. Le 2 décembre 2005 NetJets a signé une commande de 50 nouveaux appareils, la commande commerciale la plus importante dans l'histoire de Raytheon Aircraft. 
Le Hawker 4000 est certifié aux normes FAA FAR Part 25, ce qui donne à l'avion une certification dans catégorie transport pour un délai de cinq ans. Le 4000 termine les est de fonctionnement et fiabilité le 25 mai 2006. En septembre 2005, un prototype subit des tests au McKinley Climatic Laboratory sur l'Air Force Base d'Eglin, en Floride. Cependant, comme la certification part 25 doit expirer le 31 mai 2006, la société a déposé une demande de prolongation pour parer la possibilité que le programme de certification devrait recommencer à partir du début. Le 21 novembre 2006, la société a annoncé que le 4000 avait reçu sa certification de type de la FAA. 
En mai 2008, BJETS a passé une commande de dix Hawker 4000 à Hawker Beechcraft Corporation. La valeur du contrat, y compris toutes les options exercées a été estimée être au-delà de 330 millions $. L'accord a été annoncé au salon EBACE, le 20 mai 2008,. À la suite de la commande de BJETS, Hawker Beechcraft a livré son Hawker 4000 biréacteur d'affaires à son client Jack P. DeBoer au cours d'une cérémonie spéciale au centre de livraisons client de la société à Wichita, Kansas. À l'époque, le Hawker 4000 était le premier avion de sa catégorie à être de construction composite. 
Le Hawker 4000 a reçu la certification de l'Administration de l'aviation civile de Chine en décembre 2009. En février 2010, Hawker Beechcraft a livré son premier Hawker 4000 à un client de Chine continentale. 
En mai 2013, Hawker Beechcraft offre de sa division de jet, y compris le projet Hawker 4000, à la vente. La société a l'intention de se concentrer sur ses avions à hélices; laissant l'avenir du Hawker 4000 à un éventuel acquéreur,.

## Conception

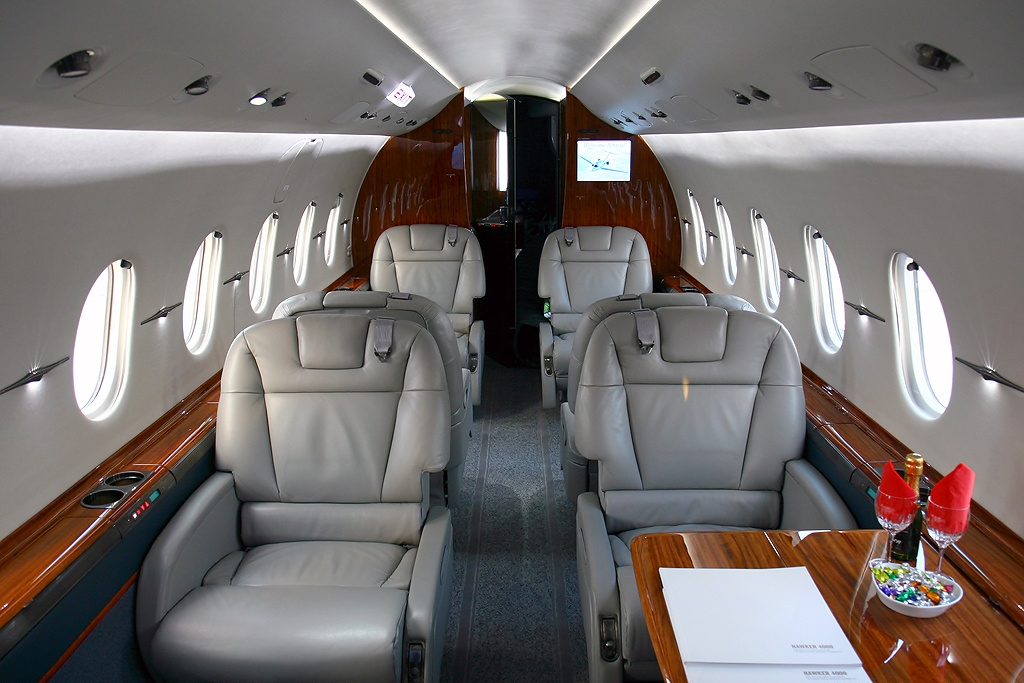
Cabine d'un Hawker 4000

Le Hawker 4000 peut être équipé pour accueillir dix personnes. La construction de l'avion en carbone composite donne plus d'espace intérieur que de nombreux jets de sa catégorie. La hauteur debout intérieure est d'une moyenne de six pieds. Cette construction composite plus légère qu'une structure en aluminium standard, permettant une portée maximale de 3 445 milles nautiques, et un plafond de service de 45 000 pieds (14 000 m). Le poste de pilotage dispose d'une avionique Honeywell Primus (en) Epic suite avec EICAS (en), FADEC et automanette.

### Aéronefs comparables
- Bombardier Challenger 300
- Cessna Citation Columbus (en)
- Dassault Falcon 50
- Embraer Legacy 600 / 650
- Gulfstream G200